# Lachaussée
Lachaussée é uma comuna francesa na região administrativa de Grande Leste, no departamento de Meuse. Estende-se por uma área de 27,19 km². Em 2010 a comuna tinha 279 habitantes (densidade: 10,3 hab./km²).